# Žabovřesky

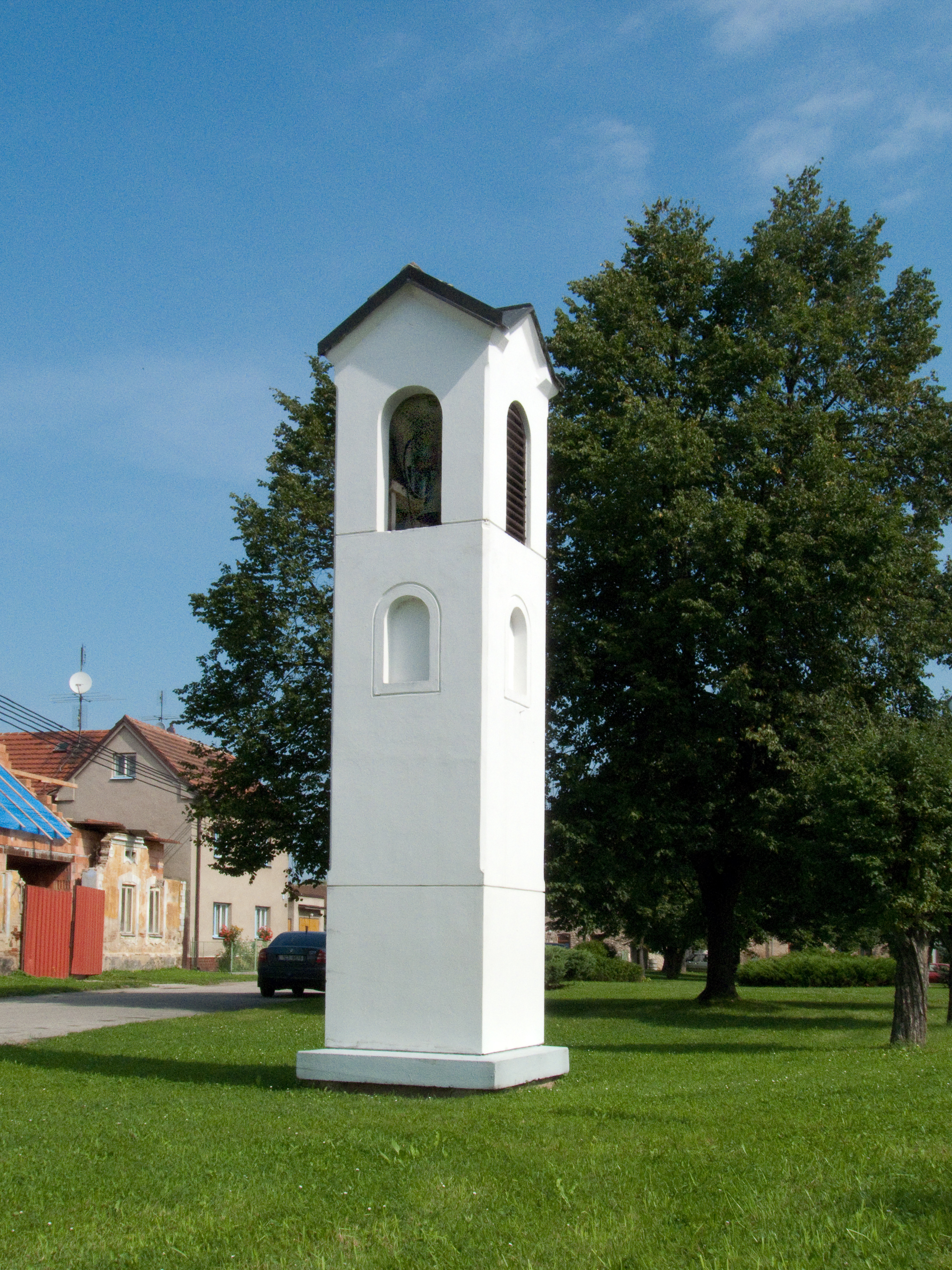
Glockenturm St. Florian

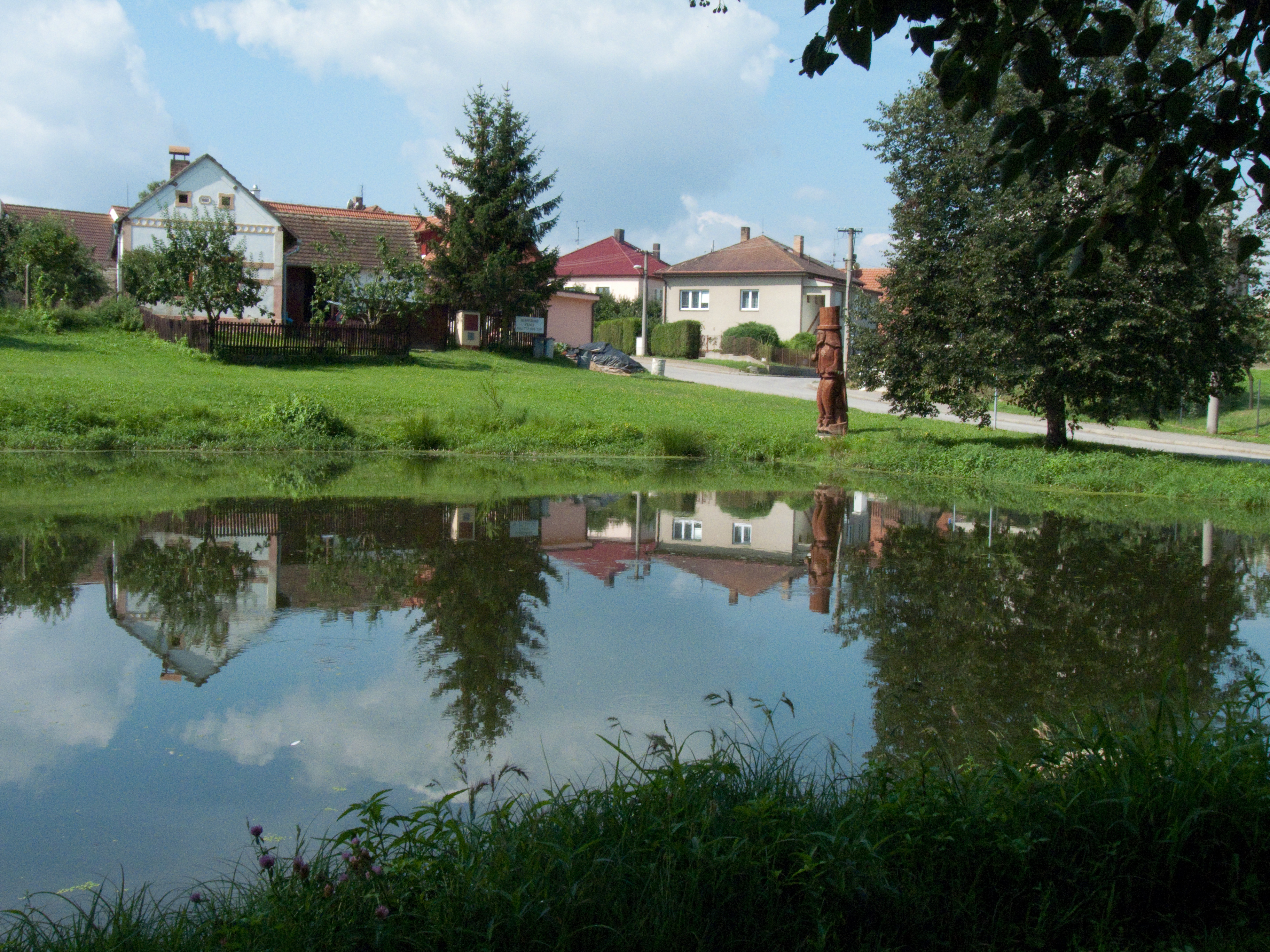
Tümpel Horánská louže in Žabovřesky

Žabovřesky (deutsch Schabowres, früher Žabowřesk) ist eine Gemeinde in Tschechien. Sie liegt elf Kilometer westlich von České Budějovice in Südböhmen und gehört zum Okres České Budějovice.

## Geographie
Žabovřesky befindet sich rechtsseitig des Baches Dehtářský potok im Budweiser Becken. Westlich liegt der Teich Dehtář. Im Süden erhebt sich der Na Buchtách (423 m), westlich der Vosí vrch (441 m).
Nachbarorte sind Žabovřeský Mlýn, Na Drahách, Břehov, Picina und Češnovice im Norden, Čejkovice im Nordosten, Jaronice im Osten, Křenovice und Dubné im Südosten, Kvítkovice, Podvrážský Mlýn und Čakovec im Süden, Čakov, Kalouch, Tesař und Špicuk im Südwesten, Holubovská Bašta und Dehtáře im Westen sowie Tupesy im Nordwesten.

## Geschichte
Keramikfunde am Vosí vrch, die von der Jungbronzezeit über die Hallstattzeit und Latènezeit bis ins Frühmittelalter reichen, belegen eine frühzeitliche Besiedlung des Gemeindegebietes.
Die erste schriftliche Erwähnung des zur Feste Poděhusy gehörigen Dorfes Zabobrziek erfolgte am 26. Mai 1334, als König Johann von Luxemburg das Dorf zusammen mit Dehtáře und Radošovice für 720 Schock Groschen bei Peter I. von Rosenberg gegen die Grenzburg Janovice eintauschte. Nachfolgend gehörte das Dorf zu den Besitzungen der Herren von Rosenberg. Peter Wok von Rosenberg vermachte Žabovřesky schließlich an Peter Kořenský von Terešov, von dem es dem Kloster in Krumau und später der Herrschaft Krumau zufiel. Im Jahre 1840 bestand Zawobřesk aus 50 Häusern mit 333 Einwohnern. Pfarrort war Duben. Bis zur Mitte des 19. Jahrhunderts blieb das Dorf immer der Herrschaft Krumau untertänig.
Nach der Aufhebung der Patrimonialherrschaften bildete Žabovřesky / Zawobřesk ab 1850 eine Gemeinde in der Bezirkshauptmannschaft Budějovice/Budweis. 1914 lebten in der Gemeinde 389 tschechischsprachige Einwohner. Im Jahre 1960 erfolgte die Eingemeindung von Dehtáře, Břehov, Jaronice, Radošovice, Strýčice und Tupesy. Diese lösten sich 1990 mit Ausnahme von Dehtáře wieder los.

## Gemeindegliederung
Die Gemeinde Žabovřesky besteht aus den Ortsteilen Dehtáře (Dechtern) und Žabovřesky (Schabowres), die zugleich auch Katastralbezirke bilden. Zu Žabovřesky gehören außerdem die Einschichten Na Drahách und Žabovřeský Mlýn.

## Ortsname
Der Ortsname Žabovřesky kann mit Froschgeschrei übersetzt werden und leitet sich von den hier in zahlreichen Teichen, Tümpeln und Sümpfen lebenden Fröschen her.
Im September 2006 war Žabovřesky Gastgeber des vierten internationalen Treffens der Žab-Gemeinden, zu dem Delegationen aus Žabokliky, Žabovřesky nad Ohří, Žabokreky und Žabokreky nad Nitrou anreisten.

## Sehenswürdigkeiten
- Glockenturm St. Florian auf dem Dorfplatz
- Nischenkapelle des hl. Johannes von Nepomuk, hinter dem Kulturhaus, errichtet zu Beginn des 19. Jahrhunderts
- Gehöfte im südböhmischen Bauernbarock
- Kreuz vor dem Gesundheitszentrum, gestiftet 1880 durch Václav Kindl an die Schule